# Junker (Familienname)
Junker ist ein deutscher Familienname.

## Beiname
- Ludwig der Junker (1305–1345), Herr zu Grebenstein

## Namensträger
- Abbo Junker (* 1957), deutscher Jurist und Hochschullehrer
- Albert Junker (1908–2004), deutscher Romanist, Literaturwissenschaftler und Sprachwissenschaftler
- Alois Junker (1893–1967), österreichischer Politiker (SDAP)
- Anneliese Junker (* 1954), österreichische Politikerin (ÖVP)
- August Junker (Musiker) (1868–1944), deutscher Musiker
- August Junker (Volkssänger) (1871–1946), deutscher Volkssänger und Humorist
- Beat Junker (1928–2019), Schweizer Historiker
- Bernd Junker (* 1953), deutscher Politiker, Oberbürgermeister von Schwetzingen
- Carl Junker (Architekt) (1827–1882), österreichischer Architekt und Baumeister
- Carl Junker (Historiker) (1864–1928), österreichischer Historiker
- Detlef Junker (* 1939), deutscher Historiker
- Dietmar Junker (* 1942), deutscher Sportwissenschaftler und Radsporttrainer
- Dirk Junker (Landschaftsarchitekt) (* 1962), deutscher Landschaftsarchitekt und Hochschullehrer
- Dirk Junker (Billardspieler) (* 1966), deutscher Billardspieler
- Elmar Junker (* 1962), deutscher Physiker und Astronom
- Ferdinand Adalbert Junker von Langegg (1828–1901), österreichischer Mediziner
- Friedrich August Junker (1754–1816), deutscher Theologe, Militärgeistlicher und Pädagoge
- Gottfried Junker (* 1950), deutscher Autorenfilmer und Fotograf
- Hans Dieter Junker (1936–2020), deutscher Künstler und Kunstpädagoge
- Hans-Peter Junker (* 1964), deutscher Journalist
- Heinrich Junker (Sprachwissenschaftler) (1889–1970), deutscher Sprachwissenschaftler und Orientalist
- Heinrich Junker (Politiker, 1911) (1911–1993), deutscher Politiker (CSU)
- Heinrich Junker (Politiker, 1923) (1923–2012), deutscher Politiker (SPD)
- Helmut Junker (* 1934), deutscher Psychoanalytiker und Schriftsteller
- Hermann Junker (1877–1962), deutscher Ägyptologe
- Hubert Junker (1891–1971), deutscher römisch-katholischer Theologe
- Johann Christian Wilhelm Junker (1761–1800), deutscher Medizinprofessor in Halle
- Johannes Junker (Künstler)
- Johannes Junker (Theologe) (* 1932), deutscher Lutheraner
- Joseph Junker († 1946), Konstrukteur der nach ihm benannten Junker-Morsetaste
- Jürgen Albert Junker (* 1969), seit 2017 Vorstandsvorsitzender des Finanzdienstleistungskonzerns Wüstenrot & Württembergische AG in Stuttgart
- Karin Junker (* 1940), ehemalige deutsche Politikerin (SPD)
- Karl Junker (Techniker) (1827–1882), österreichischer Techniker
- Karl Junker (Künstler) (1850–1912), deutscher Maler, Bildhauer und Architekt
- Karl Junker (Schachspieler) (1905–1995), deutscher Schachspieler und Schriftsteller
- Kasper Junker (* 1994), dänischer Fußballspieler
- Kirk W. Junker (* 1959), US-amerikanischer Rechtswissenschaftler
- Klaus Junker (* 1958), deutscher Klassischer Archäologe
- Kurt Junker (1878–1953), deutscher Schauspieler
- Leni Junker (1905–1997), deutsche Sprinterin
- Mads Junker (* 1981), dänischer Fußballspieler
- Manfred Junker (* 1969), deutscher Jazzmusiker
- Margrit Junker Burkhard (* 1957), Schweizer Politikerin (SP)
- Max Junker (1885–1959), deutscher Jurist
- Michael Junker (Jurist) (* 1959), deutscher Rechtswissenschaftler und Hochschullehrer
- Michael Junker (Fußballspieler) (* 1968), deutscher Fußballspieler und -trainer
- Michaela Junker (* 1964), deutsche Badmintonspielerin
- Otto Junker (1900–1982), deutscher Unternehmer
- Paul Junker (* 1952), deutscher Politiker (CDU), Landrat
- Paul W. Junker, deutscher Autor und Mitgründer des Junker-und-Dünnhaupt-Verlages
- Reinhard Junker (* 1956), deutscher Theologe und Evolutionskritiker
- Renate Junker; Geburtsname von Renate Potgieter (* 1938), deutsche Leichtathletin
- Rudolf Junker (1895–1980), deutscher Konteradmiral
- Sofie Junker (* 1997), deutsche Schauspielerin
- Sophie Junker (1985), französisch-belgische Sopranistin
- Steve Junker (* 1972), kanadischer Eishockeyspieler
- Thekla Junker; Geburtsname von Thekla Theer (um 1790–1871), österreichische Kunststickerin
- Thomas Junker (* 1957), deutscher Apotheker und Biologiehistoriker
- Thomas Junker (Journalist) (* 1964), deutscher Journalist und Filmemacher
- Vera Junker (* 1961), deutsche Juristin, politische Beamtin und Politikerin (SPD)
- Walter Junker (Politiker) (1905–1986), deutscher Politiker (NSDAP)
- Walter Junker (Antifaschist) (1910–1938), deutscher antifaschistischer Widerstandskämpfer und Spanienkämpfer
- Werner Junker (1902–1990), deutscher Botschafter
- Wilhelm Junker (1840–1892), deutscher Afrikaforscher
- Woldemar Junker von Ober-Conreuth (1819–1898), deutscher Verwaltungsjurist im Königreich Preußen
- Wolfgang Junker (1929–1990), deutscher Politiker (SED) und Minister